# Fluxus poetry
Fluxus Poetry wordt gemaakt tijdens een performance, een essentieel verschil met visuele poëzie. Het resultaat van een performance kan zijn een tekst, een visueel gedicht, een boek, etc. 
Dick Higgins was een van de leidende Fluxus-kunstenaars die ook bekend is met zijn Intermedia. De diverse media worden gezamenlijk gebruikt bij een performance. Gebaseerd op zijn concept heeft Litsa Spathi een nieuwe vorm bedacht. Tijdens de performance wordt de computer ingezet om de gedichten te laten ontstaan. De resultaten van een performance zijn nooit hetzelfde en leveren steeds een nieuw resultaat. 
Fluxus Poetry wordt gepubliceerd door het Fluxus Heidelberg Center dat wordt geleid door Litsa Spathi en Ruud Janssen.